# الزبیر
زبیر  (به عربی: الزبیر) شهری در استان بصره کشور عراق است که در سرشماری سال ۲۰۰۸ میلادی، ۶۰۰٬۰۰۰ نفر جمعیت داشته است.

## تاریخچه
این شهر را الزبیر نامیدند زیرا یکی از صحابه محمد، زبیر بن عوام در آنجا دفن شد.
در زمان عثمانی، این شهر یک امارت خود مختار بود که توسط یک امیر (یا شیخ) از خانواده های نجدی اداره می شد، مانند خانواده های آل زهیر، آل مشاری و آل ابراهیم. امارات زبیر همچنین مانند سایر امارات تحت نفوذ امپراتوری عثمانی خراج خود را پرداخت می کرد.
در قرن نوزدهم، شهر زبیر شاهد مهاجرت های نسبتاً زیادی از نجد بود. اما اکنون تنها چند خانواده از ساکنان قدیمی باقی مانده اند و بیشتر آنها به نجد و سایر مناطق عربستان سعودی بازگشتند. در دوره ای که نجدی ها در این شهر سکونت داشتند، مذهب سنی از دین اسلام بر آن شهر غلبه داشت و هم اکنون نیز اکثریت یا حداقل نیمی از جمعیت شهر اهل‌سنت هستند.